# Domingos Sávio Teixeira Lanna
Domingos Sávio Teixeira Lanna (Rio Casca, 11 de outubro de 1922) foi um engenheiro e político brasileiro do estado de Minas Gerais.
Domingos Lanna foi vice-prefeito de Ponte Nova. Foi também prefeito da cidade no período de 1971 a 1972.
Domingos Lanna foi deputado estadual de Minas Gerais por quatro legislaturas consecutivas, da 8ª à 11ª legislatura (1975 - 1991).